# Uneven Structure
Uneven Structure é uma banda francesa de gêneros como progressive metal, djent metal e ambient music, sendo uma das mais relevantes bandas da emergente cena djent. A banda é caracterizada por sua sonoridade complexa, que combina o peso dos riffs palm mutes com os dissonantes acordes que compõem os seus densos e intensos ambientes, bem como pelo emprego do contratempo e da polirritmia. Ainda quanto a caracterização da banda, a mesma dispõe de três guitarristas em sua formação oficial.

## História
O Uneven Structure foi formado na cidade de Metz, na França, em 2008, pelos guitarristas Aurélien Pereira, Igor Omodei, Jérôme Colombelli e pelo baixista Benoit Friedrich. Em 2009, com a adição do baterista Christian Schreil e do vocalista, provisório, Daniel Ädel, da banda sueca Vildhjarta, lançam o EP 8, que foi formado por fragmentos de um álbum de estúdio que estavam compondo. Em 2010, com o ingresso definitivo de um vocalista, Matthieu Romarin, a banda dá continuidade a composição do seu álbum de estúdio. Em 2011, após o contrato da banda com a gravadora inglesa Basick Records, a banda lança no dia 11 de maio o seu primeiro álbum de estúdio, intitulado Februus. Após o lançamento do seu primeiro álbum de estúdio, o Februus, o mesmo recebe bons elogios da crítica. Ainda no ano de 2011, a banda lança dois videoclipes, um da música Awaken e outro das músicas Frost e Hail. Pouco após, o baterista Christian Schreil sai da banda, e em seu lugar, entra o baterista Jean Ferry. Em 2013, a banda relança o seu EP 8 com a sua nova formação. Em 2015, lançaram o single Funambule. Em 24 de fevereiro de 2017 lançaram o single "Incube" do novo album "La partition", cujo lançamento está marcado para 21 de abril do mesmo ano.

## Membros

### Atuais
- Jérôme Colombelli (Guitarra desde 2008)
- Aurélien Perreira (Guitarra desde 2008)
- Igor Omodei (Guitarra desde 2008)
- Benoit Friedrich (Baixo desde 2008)
- Matthieu Romarin (Vocal desde 2010)
- Jean Ferry (Bateria desde 2011)

### Anteriores
- Daniel Ädel (Vildhjarta) (Vocal em 2009, gravou o EP 8 de 2009)
- Christian Schreil (Means End) (Bateria de 2009 a 2011, gravou o EP 8 de 2009 e o álbum de estúdio Februus de 2011)

## Discografia

### Álbuns de estúdio
- 2011 - Februus
- 2017 - La Partition

### EPs
- 2009 - 8
- 2013 - 8 (relançado)

### Singles
- 2015 - Funambule

### Videoclipes
- 2011 - Awaken
- 2013 - Frost/Hail

## Bandas similares
- Vildhjarta
- Means End
- Stealing Axion
- The Contortionist